# فرهاد جعفری
فرهاد جعفری (۸ شهریور ۱۳۴۴، شوسف) روزنامه‌نگار و نویسنده ایرانی است. وی فارغ‌التحصیل رشته حقوق قضایی از دانشگاه آزاد اسلامی واحد مشهد است.

## آثار
- کافه پیانو - نشر چشمه - زمستان ۱۳۸۶
- زن قابل تنظیم - ناشر مولف - 1399
- قطار 4:20 دقیقه عصر (ادامه کافه پیانو) - ناششر مولف - 1399

## فعالیت سیاسی
در پنجمین انتخابات مجلس شورای اسلامی در شهرستان مشهد کاندیدا شد و اقبال عمومی را کسب کرد اما پس از پایان انتخابات و پیش از اعلام نتایج که به گفته بسیاری رای او بالاترین میزان رای در شهرستان مشهد بود انصراف داد.
او مجدداً در هشتمین انتخابات مجلس شورای اسلامی در شهرستان مشهد کاندیدا شد که این بار صلاحیتش در هیئت اجرایی رد شد.
وی در انتخابات دوره دهم ریاست جمهوری از احمدی‌نژاد حمایت کرد. این حمایت موجب کم شدن محبوبیت وی گشت و تعدادی∗ از خوانندگان کافه پیانو کتاب وی را برای انتشاراتش پس فرستانند. آقای فرهاد جعفری کماکان در وبلاگش از طرفداران سرسخت محمود احمدی‌نژاد می‌باشد. او همچنین آمادگی خود را برای شرکت در انتخابات ریاست جمهوری ایران (۱۳۹۲) اعلام کرده بود.

## فعالیت مطبوعاتی
فرهاد جعفری قبل از موفقیت کتاب اولش کافه پیانو، مدیر مسئول و سردبیر مجله یک هفتم بوده‌است که نشر آن متوقف شده‌است. او به این موضوع در کتاب خود نیز اشاره می‌کند. از دیگر فعالیت‌های مطبوعاتی او می‌توان به نوشتن برای سایت خبری گویانیوز و همچنین تدوین بخش «وبگرد» برای روزآنلاین اشاره کرد. او همچنین همکاری‌های موقتی ای با چندین روزنامه و نشریه داخلی از جمله بسیج دانشجویی تحت عناوین مختلف (صفحه آرا و …) داشته‌است.

## فیلتر شدن وبگاه فرهاد جعفری
در تاریخ ۱۷ شهریور ۱۳۸۹ وبگاه فرهاد جعفری به دلیل انتشار مطلبی که در تاریخ ۱۵ شهریور انتشار یافته بود فیلتر شد، جعفری در این پست به اعتراض به لغو کنسرت حسام الدین سراج که در تاریخ ۱۹ تیر ۱۳۸۹ در کرمانشاه به وسیله انصار حزب‌الله کرمانشاه رخ داده بود اعتراض کرده بود که به فیلتر شدن وبگاه اش انجامید.

## نامه به آیت الله خامنه‌ای
فرهاد جعفری در تاریخ دوم اسفندماه ۱۳۸۹ نامه‌ای به آیت‌الله خامنه‌ای نوشت و ضمن تأکید بر حمایت مجدد خود از محمود احمدی‌نژاد از آیت‌الله خامنه‌ای درخواست کاهش اختیارات ولایت‌فقیه را کرده‌است.